# Troglohyphantes kratochvili
Troglohyphantes kratochvili är en spindelart som beskrevs av Pencho Drensky 1935. Troglohyphantes kratochvili ingår i släktet Troglohyphantes och familjen täckvävarspindlar.
Artens utbredningsområde är Makedonien. Inga underarter finns listade i Catalogue of Life.